# اوواتس (سینیتسا)
اوواتس (به صربی: Uvac) یک منطقهٔ مسکونی در صربستان است که در سینیتسا واقع شده‌است. اوواتس ۱۸ نفر جمعیت دارد.